# Rodrigo Nestor
Rodrigo Nestor Bertalia (ur. 9 sierpnia 2000 w São Paulo) – brazylijski piłkarz występujący na pozycji środkowego pomocnika.